# L-838,417
L-838,417 là một loại thuốc giải lo âu được sử dụng trong nghiên cứu khoa học. Nó có tác dụng tương tự như các thuốc benzodiazepine, nhưng có cấu trúc khác biệt và do đó được phân loại là một anxiolytic nonbenzodiazepine. Hợp chất được phát triển bởi Merck, Sharp và Dohme.
L-838.417 là một điều biến allosteric tích cực tiểu loại chọn lọc GABA<sub id="mwDA">A</sub>, hoạt động như một chất chủ vận từng phần tại các phân nhóm α<sub id="mwEA">2</sub>, <a href="./ GABRA3 " rel="mw:WikiLink" data-linkid="112" data-cx="{&quot;adapted&quot;:false,&quot;sourceTitle&quot;:{&quot;title&quot;:&quot;GABRA3&quot;,&quot;thumbnail&quot;:{&quot;source&quot;:&quot;http://upload.wikimedia.org/wikipedia/commons/thumb/1/18/Ideogram_human_chromosome_X.svg/80px-Ideogram_human_chromosome_X.svg.png&quot;,&quot;width&quot;:80,&quot;height&quot;:32},&quot;description&quot;:&quot;protein-coding gene in the species Homo sapiens&quot;,&quot;pageprops&quot;:{&quot;wikibase_item&quot;:&quot;Q18025063&quot;},&quot;pagelanguage&quot;:&quot;en&quot;},&quot;targetFrom&quot;:&quot;mt&quot;}" class="cx-link" id="mwEQ" title=" GABRA3 ">α</a><sub id="mwEg">3</sub> và <a href="./ GABRA5 " rel="mw:WikiLink" data-linkid="113" data-cx="{&quot;adapted&quot;:false,&quot;sourceTitle&quot;:{&quot;title&quot;:&quot;GABRA5&quot;,&quot;thumbnail&quot;:{&quot;source&quot;:&quot;http://upload.wikimedia.org/wikipedia/commons/thumb/0/07/Ideogram_human_chromosome_15.svg/80px-Ideogram_human_chromosome_15.svg.png&quot;,&quot;width&quot;:80,&quot;height&quot;:32},&quot;description&quot;:&quot;protein-coding gene in the species Homo sapiens&quot;,&quot;pageprops&quot;:{&quot;wikibase_item&quot;:&quot;Q18025082&quot;},&quot;pagelanguage&quot;:&quot;en&quot;},&quot;targetFrom&quot;:&quot;mt&quot;}" class="cx-link" id="mwEw" title=" GABRA5 ">α</a><sub id="mwFA">5</sub>. Tuy nhiên, nó hoạt động như một bộ điều biến allosteric âm ở kiểu con α<sub id="mwFw">1</sub> và có ít ái lực với các kiểu con α<sub id="mwGQ">4</sub> hoặc α<sub id="mwGw">6</sub>. Điều này cho phép nó có chọn lọc giải lo âu hiệu ứng, được trung gian chủ yếu bởi α2 và α 3 phân nhóm, nhưng với ít thuốc an thần hoặc amnestic hiệu ứng như những hiệu ứng này được trung gian bởi α1.  Một số thuốc an thần vẫn có thể được dự kiến do hoạt động của nó ở phân nhóm α5, cũng có thể gây ra an thần, tuy nhiên không thấy tác dụng an thần nào trong các nghiên cứu trên động vật ngay cả khi dùng liều cao, cho thấy L-838,417 chủ yếu hoạt động ở α2 và α3 các kiểu con với kiểu con α5 có tầm quan trọng thấp hơn.
Như có thể dự đoán từ hồ sơ ràng buộc của nó, L-838,417 thay thế cho benzodiazepine chlordiazepoxit anxiolytic ở động vật, nhưng không phải cho zolpidem thuốc imidazopyridine thôi miên. Sự tổng hợp L-838,417 và các hợp chất tương tự đã được mô tả năm 2005 trên Tạp chí Hóa học dược phẩm.